# 布浦真作
布浦 真作（ふうら しんさく、1895年4月17日 - 1985年2月27日）は、日本の銀行家。山口銀行頭取を務めた。山口県出身。

## 経歴・人物
1919年に慶應義塾理財科を卒業し、同年4月に山口銀行(現在の三和銀行)に入行。1943年7月に百十銀行常務に就任し、1949年3月には山口銀行頭取に昇格。1974年5月に会長を経て、1980年6月には取締役相談役に退いた。
1958年5月に藍綬褒章を受章し、1966年11月に勲四等旭日小綬章を受章し、1976年4月に勲三等旭日中綬章を受章。
1985年2月27日大腸腫瘍のために死去。89歳没。